# Cheiracanthium fulvotestaceum
Cheiracanthium fulvotestaceum är en spindelart som beskrevs av Simon 1878. Cheiracanthium fulvotestaceum ingår i släktet Cheiracanthium och familjen sporrspindlar.
Artens utbredningsområde är Frankrike. Inga underarter finns listade i Catalogue of Life.